# لي كانغ-جو
لي كانغ-جو (الكورية: 이강조) هو مدرب كرة قدم ولاعب كرة قدم كوري جنوبي في مركز الوسط، ولد في 27 أكتوبر 1954 في كوريا الجنوبية. شارك مع منتخب كوريا الجنوبية لكرة القدم. أما مع النوادي، فقد لعب مع جيجو يونايتد.

## وصلات خارجية
- لي كانغ-جو على موقع الاتحاد الدولي (مؤرشف)  (الإنجليزية)
- لي كانغ-جو على موقع دوري كوريا الجنوبية (الإنجليزية)
- لي كانغ-جو على موقع قاعدة بيانات كرة القدم.إي يو (الإنجليزية)
- لي كانغ-جو على موقع ناشيونال فوتبول تيمز (الإنجليزية)